# باد أولسن
باد أولسن (بالإنجليزية: Bud Olsen)‏ مواليد 25 يوليو 1940، هو لاعب كرة سلة أمريكي سابق. بدأ مسيرته الاحترافية في سنة 1962. تم اختياره من قبل فريق سكرامنتو كينغز خلال الدرافت. يبلغ طوله 6 قدم 8 بوصة (2.0 م). اعتزل اللعب في 1970.

## المسيرة الاحترافية
لعب مع سكرامنتو كينغز من سنة 1962 إلى 1966، ثم لعب مع غولدن ستايت ووريورز في سنة 1967، ثم لعب مع سياتل سوبرسونيكس في موسم 1967–1968، ثم لعب مع بوسطن سيلتكس في سنة 1968، ثم لعب مع ديترويت بيستونز في موسم 1968–1969.

## روابط خارجية
- باد أولسن على موقع إن بي أي (الإنجليزية)
- باد أولسن على موقع سبورتس رفرنس (الإنجليزية)
- باد أولسن على موقع كلية كرة السلة في سبورتس رفرنس.كوم (الإنجليزية)
- باد أولسن على موقع ريلجم (الإنجليزية)
- باد أولسن على موقع بروبوليرز (الإنجليزية)
- باد أولسن على موقع سبورتس رفرنس (الإنجليزية)